# Valles Pasiegos
Los Valles Pasiegos son una comarca de Cantabria (España). Limita al norte con la comarca de Santander, al oeste con el Besaya y al este con Asón-Agüera y Trasmiera, mientras que por el sur limita con Campoo-Los Valles y la comarca burgalesa de Las Merindades, perteneciente a Castilla y León. 
Geográficamente, está comprendida entre los valles del río Pas y sus afluentes, el Pisueña y el Magdalena, así como por la cabecera del valle del río Miera. Por eso, esta comarca recibe también el nombre de Pas-Miera o Pas-Pisueña-Miera.
Este territorio se corresponde principalmente con los valles de Carriedo, Toranzo, Luena y Cayón. En el extremo sur de la comarca se encuentra el territorio conocido históricamente como la Pasieguería, que comprende las cabeceras de los ríos Pas, Pisueña y Miera, así como el territorio de Las Machorras, al norte de Espinosa de los Monteros, en la provincia de Burgos. Este es el territorio habitado históricamente por la cultura de ganaderos trasterminantes conocida tradicionalmente como los Pasiegos, de la cual la comarca toma su nombre. 
La población total de la comarca alcanza la cifra de 26 079 habitantes. Sus tres municipios más poblados son, de mayor a menor: Santa María de Cayón (9123), Puente Viesgo (2861) y Castañeda (2525), mientras que los tres menos poblados son, de menor a mayor: San Roque de Riomiera (412), San Pedro del Romeral (503), Saro (510). Esta población bascula hacia Torrelavega, Santander o Laredo en busca de servicios. 
A pesar de que ya existe una ley de comarcalización de Cantabria, esta todavía no ha sido desarrollada por lo tanto la comarca no tiene entidad real. De hecho, la denominación «Valles Pasiegos» y su logotipo correspondiente son marcas registradas por la Mancomunidad Valles Pasiegos en 2007, y posteriormente, por la Asociación para la Promoción y Desarrollo de los Valles Pasiegos en 2019.

## Municipios de la comarca
Las municipios y sus poblaciones a 1 de enero de 2012 según el INE. Se muestran agrupados de la manera tradicional, es decir, en valles o con los municipios con los que han mantenido una relación histórica más estrecha: 
- Castañeda (2525 habitantes)

- Pasieguería, también conocida como Las Tres Villas Pasiegas: 
  - San Pedro del Romeral (503 habitantes)
  - San Roque de Riomiera (412 habitantes)
  - Vega de Pas (824 habitantes)
- Puente Viesgo (2861 habitantes)
- Valle de Carriedo: 
  - Saro (510 habitantes)
  - Selaya (2009 habitantes)
  - Villacarriedo (1752 habitantes)
  - Villafufre (1103 habitantes)
- Valle de Cayón:
  - Santa María de Cayón (9123 habitantes)
- Valle de Luena
  - Luena (694 habitantes)
- Valle de Toranzo:
  - Santiurde de Toranzo (1604 habitantes)
  - Corvera de Toranzo (2159 habitantes)

## Geografía

### Valle del Pas
Por el valle del Pas fluye el río del mismo nombre y su afluente más importante, el río Pisueña que se úne al primero en la localidad de Vargas, en el municipio de Puente Viesgo.

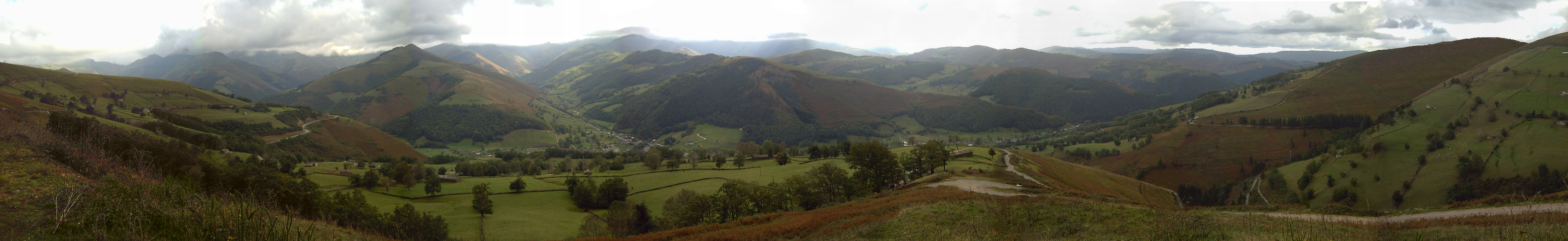
Vista de la Vega de Pas.

### Historia

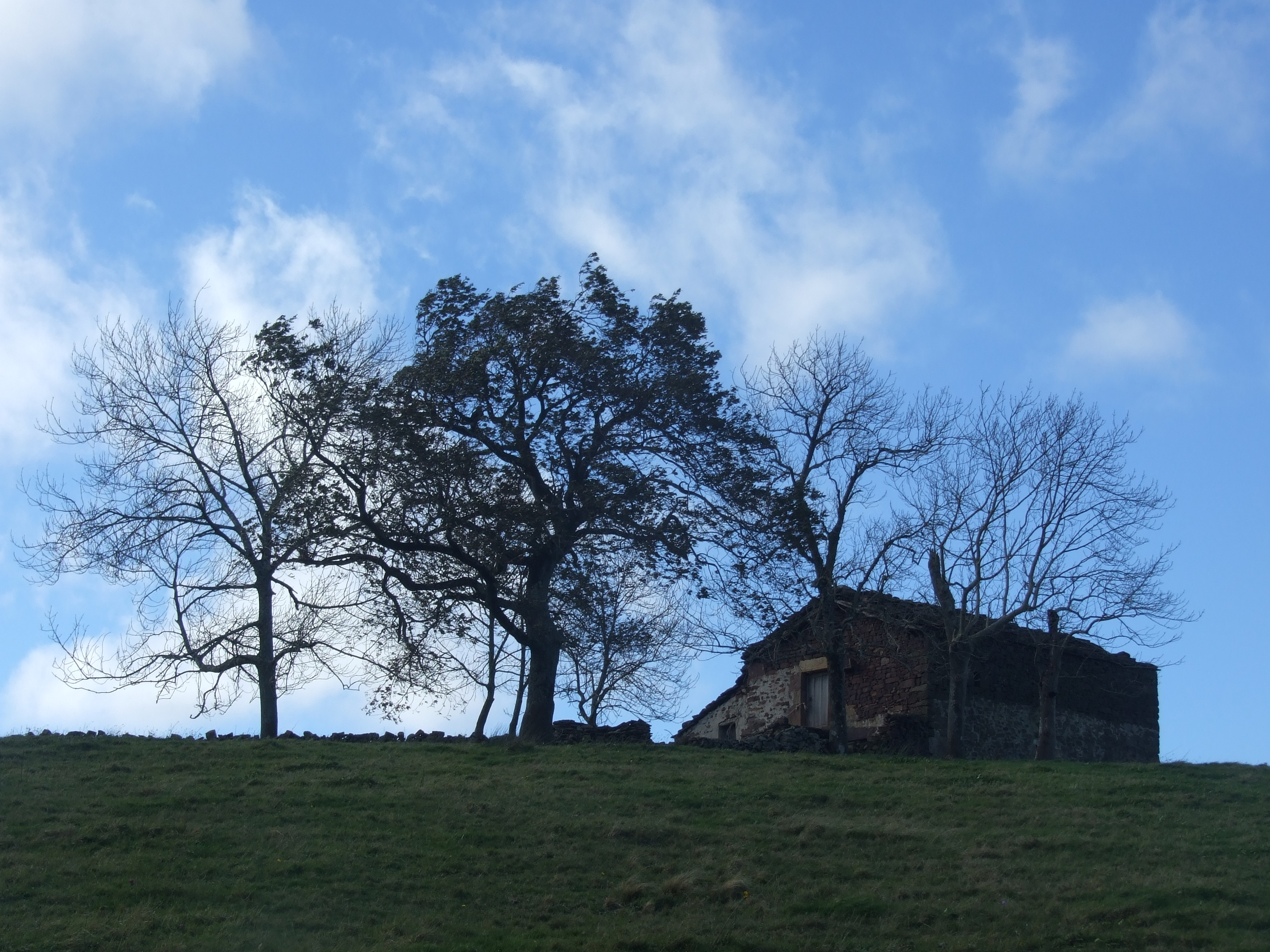
Cabaña pasiega en las inmediaciones de Pisueña.

En todo este valle tuvo gran importancia la repoblación llevada a cabo por la fundación de monasterios, entre los que se encuentran San Vicente de Fístoles y la Colegiata de Santa Cruz de Castañeda como los más importantes; de hecho, el historiador Lasaga Larreta señalaba en 1865 esta comarca como posible ubicación de Primorias, territorio repoblado en la Alta Edad Media por orden de Alfonso III el Magno. Además de los monasterios se fueron levantando templos románicos en los siglos XI al XIII, algunos de los cuales se han conservado: la citada colegiata de Santa Cruz de Castañeda, el de Santa María de Cayón, el de San Miguel de Monte Carceña entre otros. Estas construcciones demuestran el auge y la importancia que tuvo esta comarca durante esos siglos.
A partir del siglo XI se fue formando en la parte alta de estos dos valles un hábitat humano especial y único, cuya economía estaba basada en la ganadería trashumante. Estas gentes que se llamarían pasiegos se asentaron en las laderas de los montes del río Miera y del río Pas principalmente y otros valles contiguos. El asentamiento era disperso, habitando cabañas hechas primero de tabla y posteriormente de piedra (llamadas casas vividoras) que ocupaban en los meses de primavera y verano, cuando los pastos eran buenos. Para el invierno recolectaban el suficiente heno para la comida de las vacas y bajaban a la aldea, al núcleo de población estable que poco a poco fueron formando las tres villas pasiegas: Vega de Pas, San Pedro del Romeral y San Roque de Riomiera, que no están contiguas unas de otras.
Los documentos de los primeros siglos muestran que ellos se movían bajo el patronazgo monacal o real sobre un extenso territorio en la región transalpina montañesa, con el privilegio real de estar libres de pagar portazgos de paso o pasto locales o feudales. Este territorio se solapaba sobre varias comarcas de la Cantabria oriental y el Norte de Burgos.
Las comarcas y villas o municipios asentados sobre las que se extendía el radio de actuación de estos pastores no objetaron a su uso de territorio montaraz, al ser territorios previamente preservados como Caazaderos Reales aun en documentos del siglo XIII. Estos territorios habían sido evaluados por su condición de montes bravíos y agrestes, ricos en osos y otra fauna salvaje.
Documentos de entonces, en particular una de las Cartas de Donación Real de 1206, dio jurisdicción precisa de estos valles a la villa real de Espinosa de los Monteros y a los miembros de su guardia residentes en ellas.
Un sentido de aversión y hostilidad ante la presencia de estos marcados privilegios y el libre albedrío itinerante, al uso de la corte real entonces, debe haberse desarrollado después por vecinos más asentados y fuertemente tasados, quienes vieron en ellos un elemento de diferente origen y estatus distintivo.

### Arquitectura religiosa
En los siglos XVI y XVII se fundaron grandes conventos como los de El Soto y el convento franciscano de La Canal además de iglesias barrocas, construidas por los artesanos y artistas de la comarca. En estos siglos hubo además mucha emigración a las Indias. Los indianos a su regreso levantaban iglesias o bien contribuían en la construcción de capillas, torres o en la adquisición de obras de arte. Los mejores ejemplos están en la capilla de la Obra Pía de Bárcena de Carriedo, que fundó el indiano Manuel Rodríguez y la reconstrucción de la iglesia de San Miguel de Llerana, más el añadido de la sacristía y del retablo mayor. En la torre de esta iglesia se ha habilitado un museo sobre el tema de los indianos del valle de Carriedo (que corresponde al Valle del Pas, en concreto a la cabecera del Valle del Pisueña).

### Valle del Miera
El valle del Miera es un valle natural por el que discurre el río Miera.
Constituye parte de la comarca y es el más angosto de los valles cántabros. Su pendientes son acusadas y las altitudes elevadas (Castro Valnera a 1707 m s. n. m.)
En su morfología destacan sus rocas areniscas y calizas y el amplio desarrollo de depósitos originados por antiguas morrenas de glaciares en su parte alta. La morfología kárstica y glaciar está ampliamente representada. No obstante, las características de un valle glaciar han sido modificadas en algunos puntos por el carácter torrencial del río Miera en su cabecera.
El valle se encuentra parcial o totalmente en los municipios de Soba, San Roque de Riomiera, Miera, Liérganes, Riotuerto y Ruesga (enclave de Calseca).

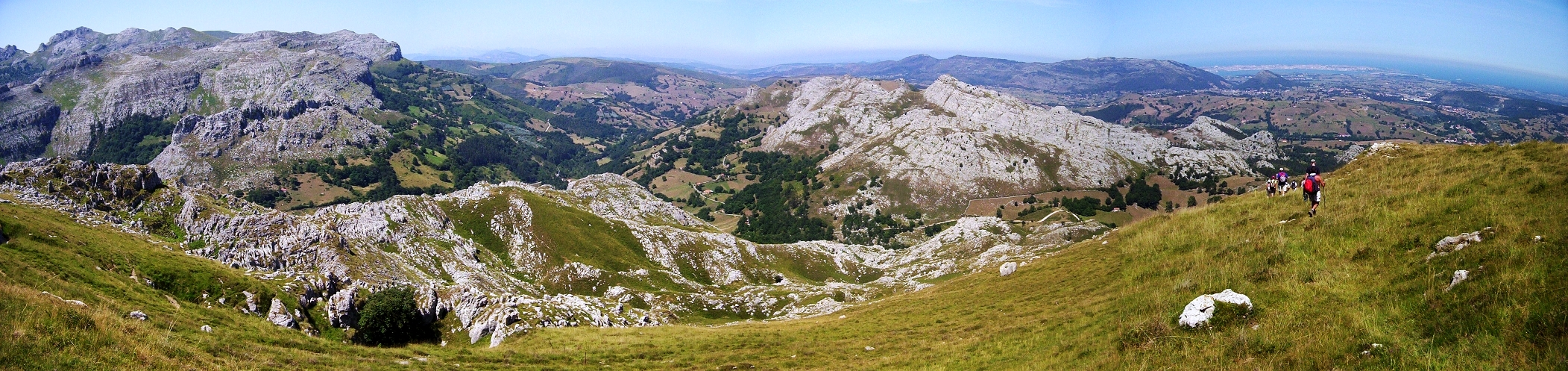
Imagen panorámica de la zona baja del valle del Miera vista desde el Somo de Brenas.

La cuenca alta del Miera está conformada por un relieve abrupto y poco apto para el hábitat humano. A pesar de ello se han descubierto en su entorno cuevas con asentamiento prehistórico en Piélagos, Rascaño y Salitre, una de las estaciones con arte paleolítico situada a más altura de Cantabria (~450 m s. n. m.).
El valle medio del río Miera, que coincide sustancialmente con el municipio de Miera, se encuentra encajonado entre los abruptos lapiaces cársticos de Porracolina, al este, y Las Enguizas, por el oeste, ambos pertenecientes al Complejo Urgoniano.
En ambos bloques calizos se desarrollan importantes fenómenos de carstificación en los que han sido realizadas exploraciones espeleológicas relevantes en sus complejos y desarrollados laberintos de las cuevas del Alto del Tejuelo.

Entre ambos, recorridos por la falla del Escudo de Cabuérniga, circula el río Miera, sobre el que aflora un diapiro entre los pueblos de Linto y Miera que rompe la continuidad geológica del curso de río.
El macizo calcáreo de Las Enguizas se asienta directamente sobre los materiales silícicos del Periodo Wealdense que ejerce como base hidrológica de sus cuatro sistemas hidrológicos más importantes y de sus cavidades, parcialmente estudiados en el caso de El Cuevo de Noja-Fuente Fría y la red Castrejón-Cubillo del Machorro. Estructuralmente son sistemas más sencillos que los de Porracolina, debido a que la pendiente de la base impermeable wealdense ha generado alineaciones perpendiculares a la línea directriz del valle.
Los estudios morfológicos, geológicos, espeleológicos y de los restos culturales vinculados al karst han generado abundante bibliografía y están recogidos en conjunto en un trabajo monográfico publicado en 1994.
En el curso bajo pueden destacarse, entre otras, las cuevas con ocupación prehistórica de La Fuente del Francés (Hoznayo), La Garma (Omoño) y Los Moros (San Vitores).
En el siglo XVI la vida económica de este valle se focalizó río abajo, hacia Liérganes donde se estableció una pequeña industria ya en el XVIII con las Reales Fábricas de Cañones también situadas en la localidad próxima de La Cavada, para abastecer de armas a los barcos que se construían en los astilleros de Guarnizo y Colindres.
Esta zona dio bastantes emigrantes a Andalucía y a las Indias. Es cuna de indianos ilustres como Juan de la Cuesta Mercadillo que fue el constructor del palacio de La Rañada en Liérganes, Ramón Pelayo de la Torriente (marqués de Valdecilla) que en el primer tercio del siglo XX promovió en la región y otros puntos de España importantes obras, vinculadas principalmente a la educación y a la sanidad. A este último mecenas se le considera vinculado a la Masonería, aunque no es habitual encontrar esta cita en los trabajos historiográficos.

## Espacios naturales protegidos

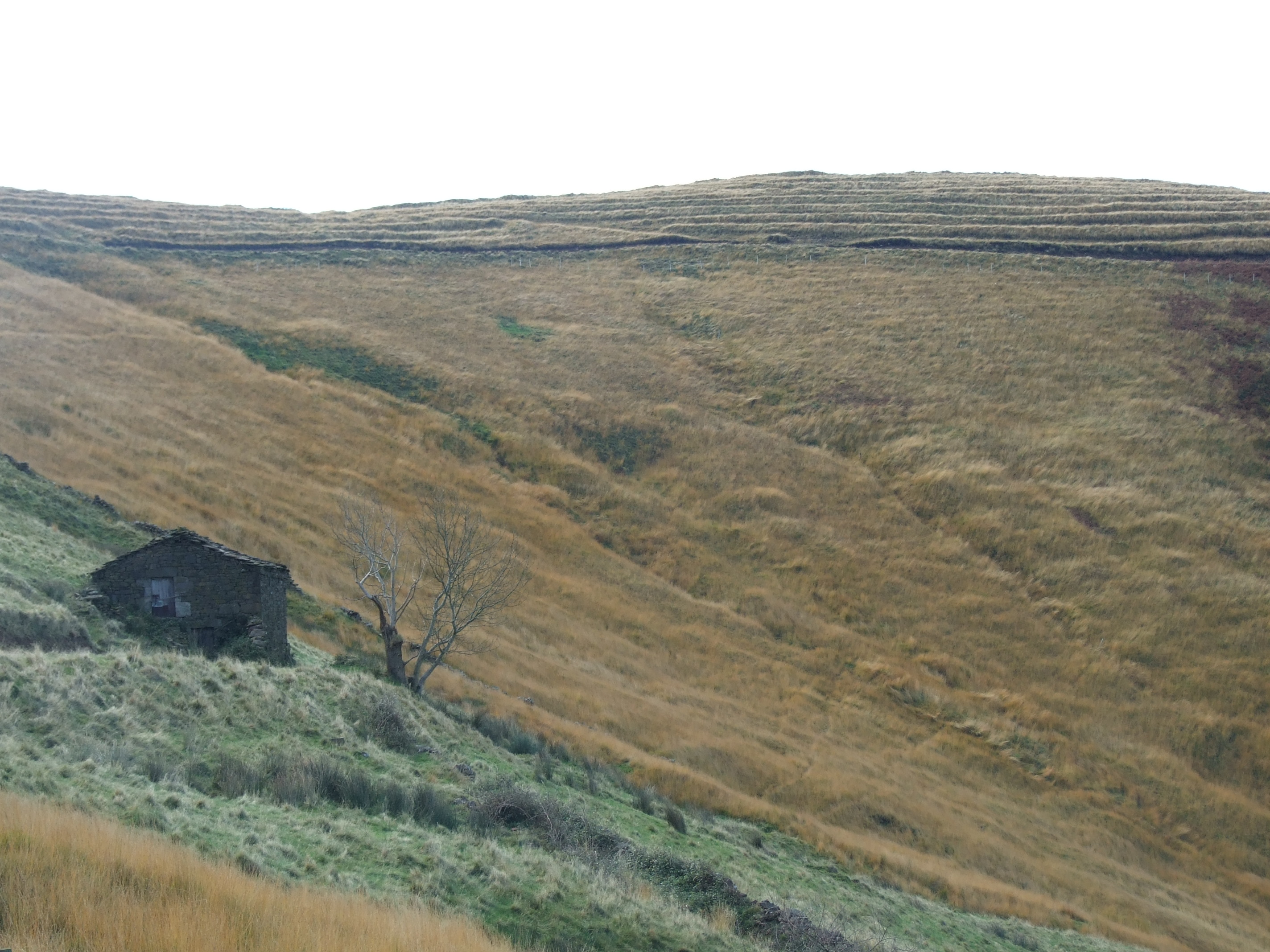
Cabaña pasiega cerca de Pisueña.

La orografía del territorio, el discurrir de las aguas por los valles y la acción que el hombre ha llevado a cabo en el espacio en el que habita, han hecho de los Valles Pasiegos un lugar que destaca por sus valores naturales y culturales. Dentro del ámbito territorial de los Valles Pasiegos encontramos los siguientes Lugares de Importancia Comunitaria:
- El LIC de la sierra del Escudo forma parte de la alineación principal de la cordillera Cantábrica. Los relieves son alomados con altitudes medias, con un máximo de 1400 metros sobre el nivel del mar. La altitud del Lugar implica un clima frío y húmedo, lo que unido a las zonas endorreicas (depresiones cerradas) se favorece la presencia de áreas que permanecen continuamente encharcadas. En ellas se han generado turberas que siguen evolucionando en la actualidad, desarrollando una vegetación adaptada a condiciones reductoras y de saturación en agua, constituyendo uno de los hábitats prioritarios de la Directiva 92/43/CEE de hábitats. La vegetación de sierra está constituida mayoritariamente por brezales y pastizales con uso ganadero. Este espacio natural protegido tiene una extensión de 3198 hectáreas, y se encuentra íntegramente en el municipio de Luena.

- El LIC de la Montaña Oriental tiene una extensión de 21 679 hectáreas y se ubica sobre el extremo oriental de la cordillera Cantábrica. Comprende los macizos de Castro Valnera, Alto Asón y la Sierra del Hornijo, cubriendo las cabeceras de los ríos Pas, Pisueña, Miera y Asón. Los relieves de este espacio son muy abruptos, con alturas que van desde los 300 metros en los fondos de valle, hasta los 1707 metros de altura que alcanza el Valnera. Los terrenos tienen una naturaleza terrígena hacia el norte, volviéndose calcárea a medida que se asciende en altitud y se desciende en latitud. Esta característica, unida a la climatología, fría y lluviosa durante casi todo el año, crean en el LIC una de las formaciones kársticas más importante de Cantabria, con más de medio centenar de cuevas y decenas de kilómetros de desarrollo de las formaciones subterráneas. En cuanto a la vegetación existen alternancias entre los bosques y los brezales, dominando entre los primeros los hayedos, con algunos de los ejemplares más grandes de Cantabria, aunque con presencia importante también de encinares. En cuanto a la fauna, este Lugar constituye uno de los más importantes para la protección de numerosas especies de quirópteros. El 21 % de este ENP se encuentra en territorio de los Valles Pasiegos.

- El LIC del Río Pas comprende el cauce de dicho río desde la cabecera a los pies de Castro Valnera, hasta la ría de Mogro, con un trayecto de más de 50 km. Incluye íntegramente su principal afluente, el río Pisueña, así como todos los tributarios principales que recibe en la zona de cabecera. Tanto el río Pas como el Pisueña discurren en zonas abiertas donde han formado grandes llanuras aluviales, exceptuando las cabeceras y al paso de sierras transversales. Aguas debajo de la unión de ambos ríos, se forma una gran llanura aluvial, donde el río dibuja sugerentes meandros, dando lugar a islas fluviales y a cauces abandonados por la migración del río. Esta es una zona donde abundan los bosques de ribera, principalmente alisedas y saucedas. El río Pas también tiene una gran valor etnográfico, ya que en sus aguas aparece el preciado salmón. Con una extensión de 957 ha, el LIC Río Pas conforma el LIC fluvial cántabro de mayor superficie de la vertiente cantábrica. Se encuentra dentro de los Valles Pasiegos el 82 % de este LIC.

- El LIC del Río Miera integra el cauce del río desde la ría de Cubas hasta su nacimiento a los pies del Lunada, a más de 1000 metros sobre el nivel del mar y sus principales afluentes; con una superficie de 395 ha. El tramo alto del tío sufre un alto encajamiento en el valle que lleva su nombre, fluyendo por terrenos calcáreos principalmente, hasta la localidad de Liérganes. En sus márgenes aparece una buena muestra de los bosques de galería de los ríos de la vertiente cantábrica. A partir de este punto, tanto el río Miera como los afluentes que tiene aguas abajo, discurren sinuosamente entre praderías y cascos urbanos, con alisedas y saucedas en sus orillas, aunque estas de menor porte que las anteriores. El río se caracteriza por la ausencia de un tramo medio típico en los río cántabros. La nutria ha hecho presencia en las partes altas del río durante los últimos años, dando buena muestra de la calidad de sus aguas. El 25 % de este LIC se encuentra dentro de los Valles Pasiegos

## Galería

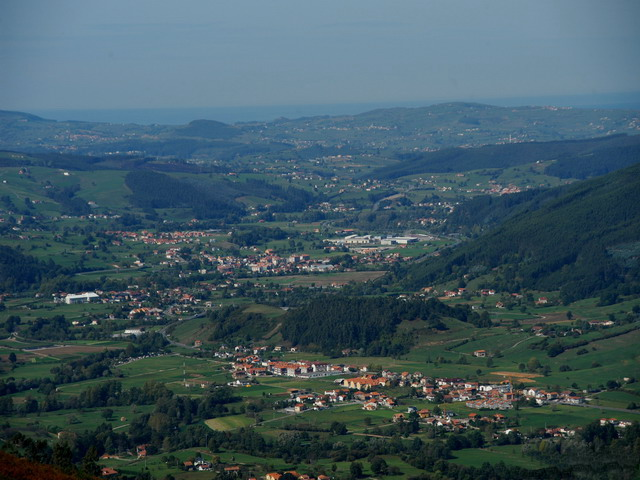
Vista de Pomaluengo (Castañeda).
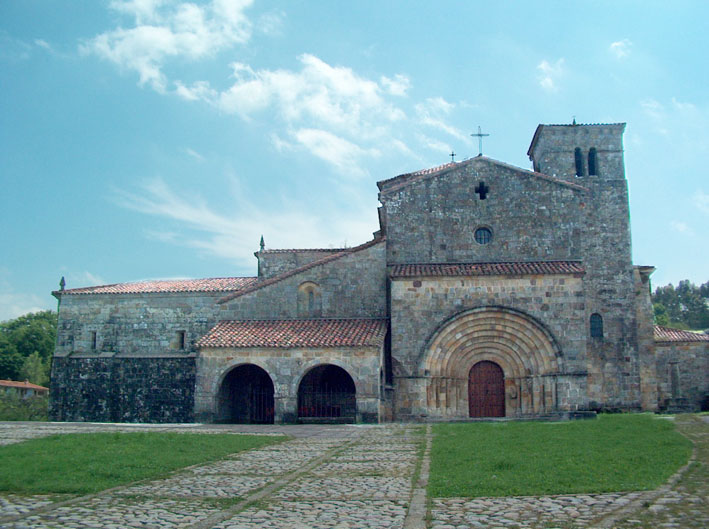
Colegiata de Santa Cruz de Castañeda, fachada occidental.
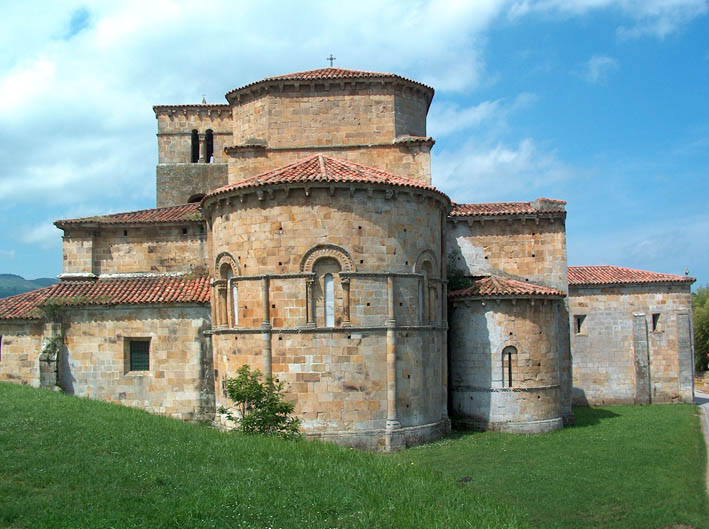
Colegiata de Santa Cruz de Castañeda, fachada oriental.
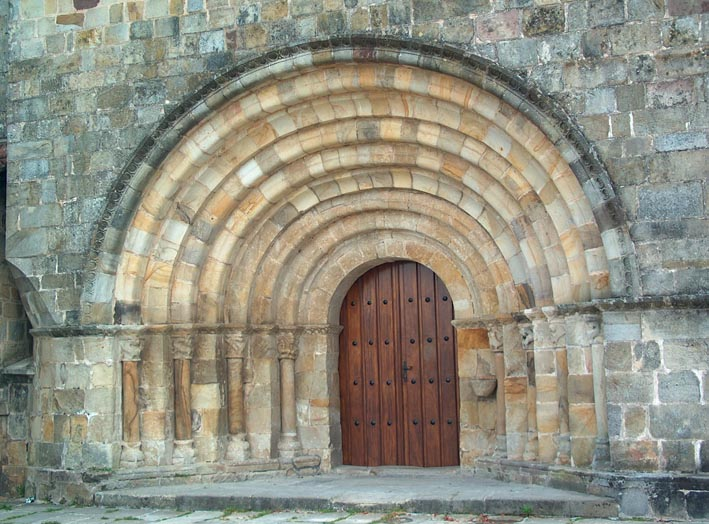
Colegiata de Santa Cruz de Castañeda, la portada.
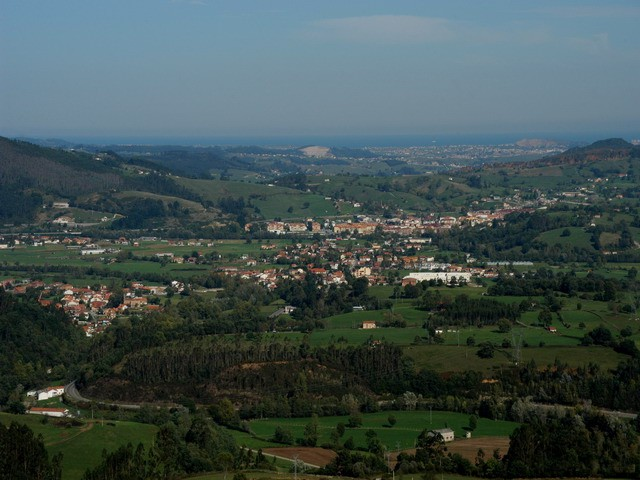
Valle de Santa María de Cayón.
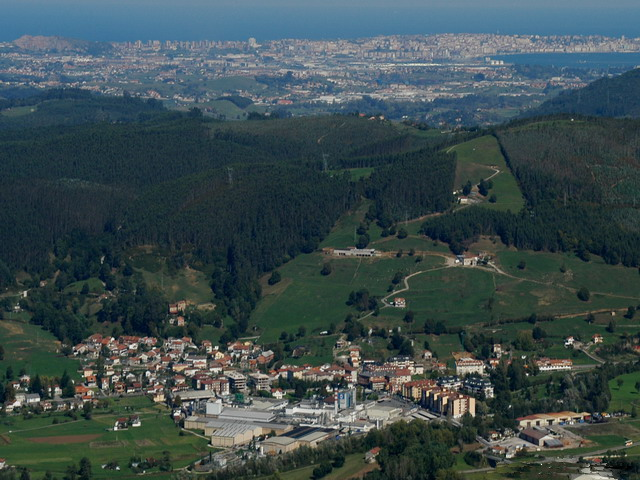
Vista de La Penilla con Santander al fondo.
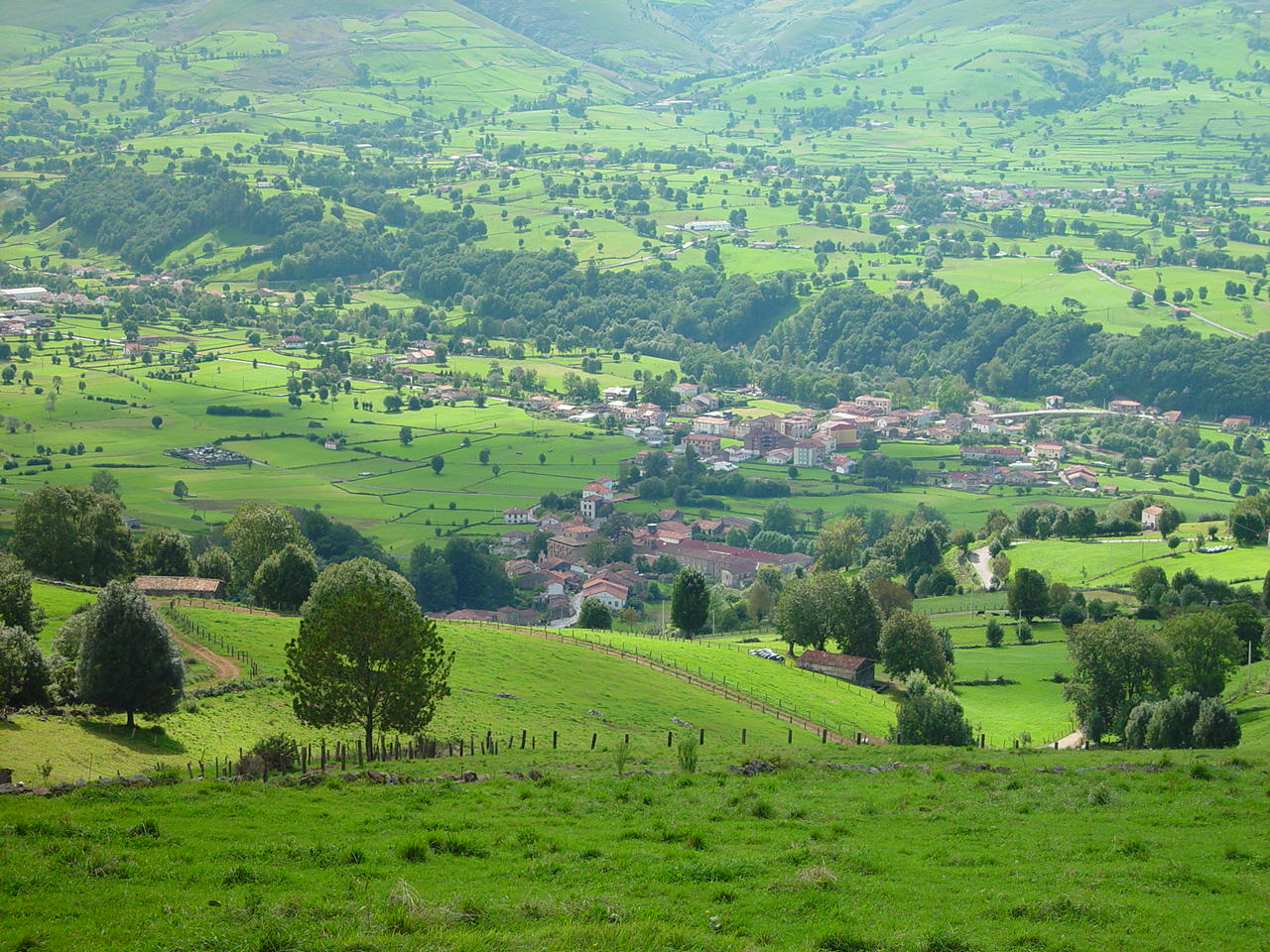
Vista de Villacarriedo.
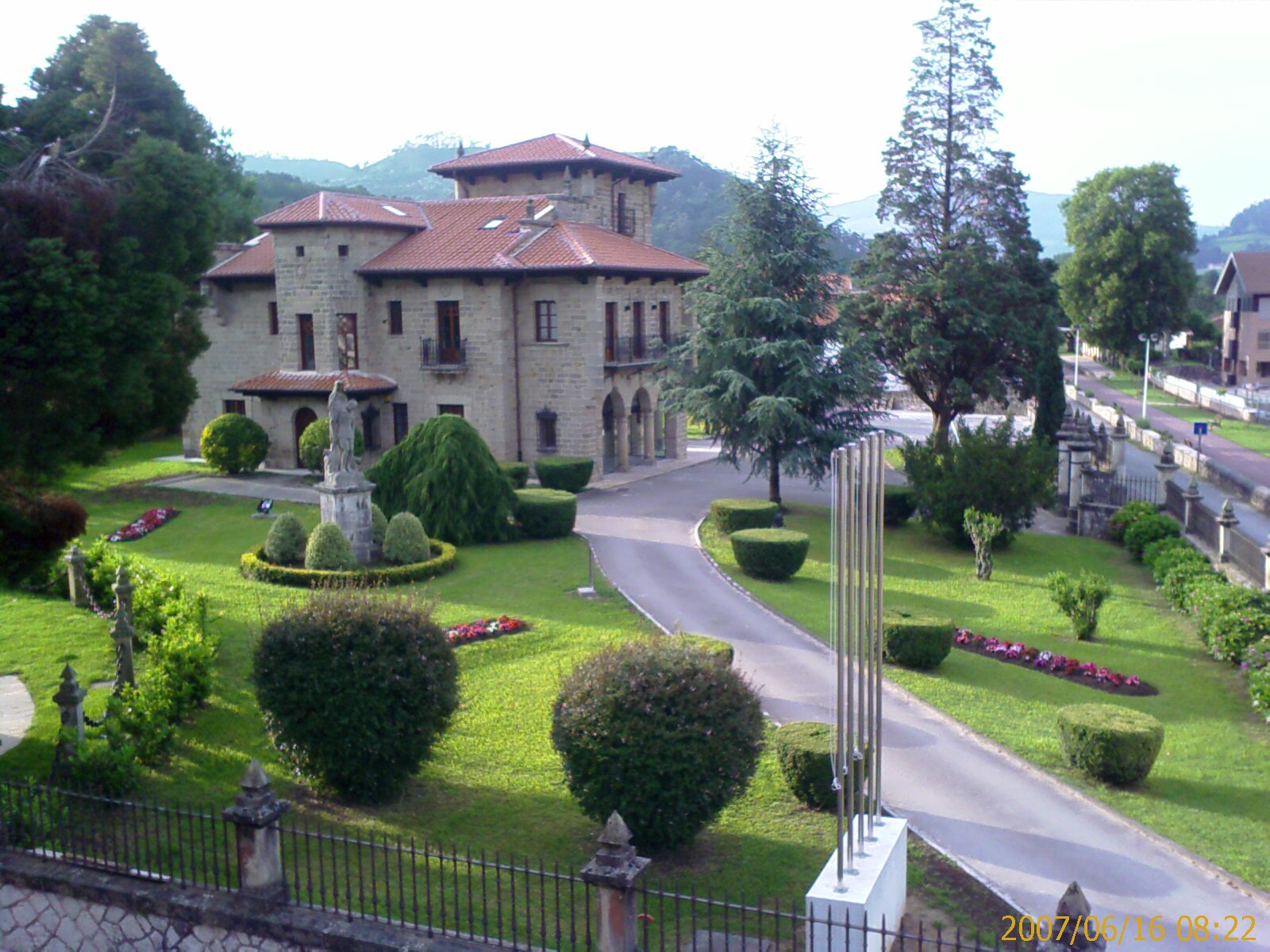
Casona de Fuentes Pila en Puente Viesgo.